# Ramin Bahrami

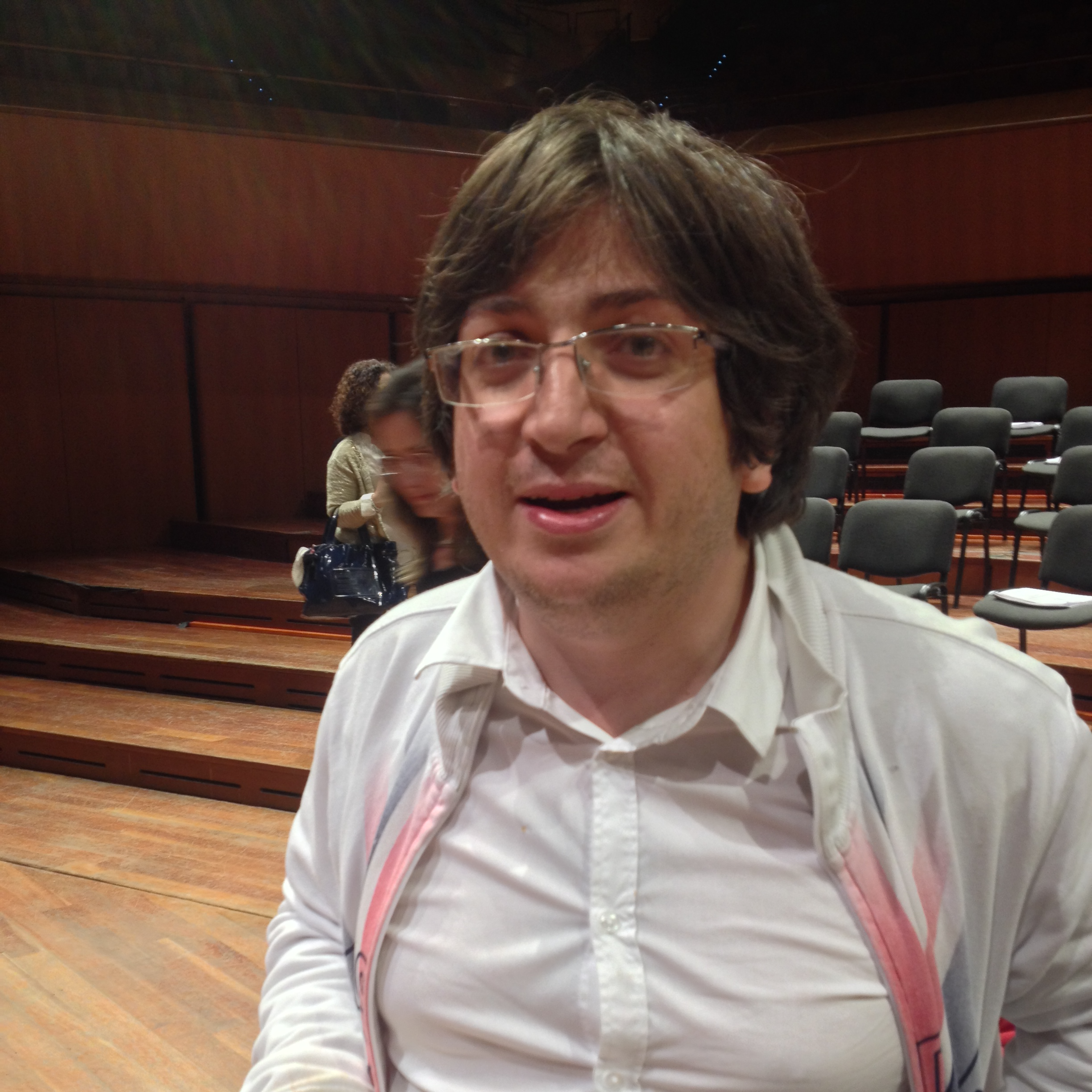
Ramin Bahrami durante delle prove all'Accademia di Santa Cecilia a Roma nel maggio del 2016

Ramin Bahrami (in persiano: رامین بهرامی; Teheran, 27 dicembre 1979) è un pianista iraniano naturalizzato italiano.

## Biografia
Nato in una famiglia benestante di Teheran, si appassionò sin da giovanissimo alla musica di Johann Sebastian Bach.
Con la caduta di Mohammad Reza Pahlavi e l'avvento del regime del Ruhollah Khomeyni a seguito della Rivoluzione iraniana, il padre Paviz, ingegnere dello scià, fu incarcerato sotto l'accusa di essere oppositore del nuovo regime islamico (morì successivamente in carcere nel 1991).
La sua famiglia fu costretta a emigrare in Europa quando lui aveva 11 anni. L'intenzione era quella di recarsi in Germania (oggi vive a Stoccarda), patria di origine della nonna paterna, ma il primo Paese che lo accolse fu l'Italia, grazie a una borsa di studio donatagli dall'Italimpianti in seguito all'intervento dell'ambasciata italiana a Teheran.
Rifugiato in Italia, Bahrami studiò pianoforte e si diplomò con Piero Rattalino al Conservatorio “Giuseppe Verdi” di Milano. Approfondì gli studi all'Accademia Pianistica Internazionale “Incontri col Maestro” di Imola e con Wolfgang Bloser alla Hochschule für Musik und darstellende Kunst di Stoccarda.
Da allora in poi si sono susseguite numerose esibizioni presso le maggiori istituzioni musicali e teatri d'Italia, nonché in prestigiosi festival internazionali.
Nel 2023 gli è stata conferita la cittadinanza onoraria dal Comune di Busto Arsizio, città a cui è stato a lungo legato per motivi professionali .

### La conversione
Bahrami, fino all'età di 20 anni, ha sofferto un "buio spirituale", tanto da perdere la motivazione e la voglia di suonare il pianoforte. Tuttavia, tornato da un viaggio in Messico, prima di un concerto nella città di Portogruaro, nella sagrestia della chiesa dove doveva avvenire il concerto, trovò sul pavimento un santino con l'effige di Gesù Cristo con la didascalia "amami come sei". 
Dopo aver letto questo santino egli prova "una forza che non avevo visto prima, una luce", tanto da definire il concerto tenuto subito dopo "uno dei più belli della sua vita". Qualche mese dopo si battezzò con il nome di Ramin Sebastiano Bahrami; il secondo nome fu scelto in onore di Johann Sebastian Bach.

## Carriera
Nel gennaio 2009 Ramin Bahrami è stato insignito del Premio “Città di Piacenza - Giuseppe Verdi” dedicato ai grandi protagonisti della scena musicale, riconoscimento assegnato prima di lui a Riccardo Muti, José Cura, Leo Nucci e Pier Luigi Pizzi.
La ricerca interpretativa del pianista iraniano è attualmente rivolta alla produzione tastieristica di Johann Sebastian Bach, che rimane tuttora il musicista preferito di Bahrami. La sua predilezione per Bach lo porta talvolta a giudicare altri grandi compositori in modo decisamente provocatorio. Così stigmatizza Bruckner dicendo che “in 99 pagine non riesce a dire quello che Bach dice in due facciate”, e persino affermando che Mozart ha composto “i peggiori bassi di tutta la letteratura musicale”.
Bahrami si è esibito in importanti festival pianistici tra cui “La Roque d'Anthéron”, Festival di Uzés, il festival “Piano aux Jacobins” di Tolosa, il Tallin Baroque Music Festival in Estonia e il Pechino Piano Festival in Cina.
È del giugno 2008 la sua apparizione alla Wigmore Hall di Londra; nella primavera 2009 presenta la sua Arte della fuga al Festival Pianistico Internazionale “Arturo Benedetti Michelangeli” di Brescia e Bergamo. Nel febbraio 2010 ha debuttato a Parigi con le Variazioni Goldberg, e in marzo ha tenuto un applaudito tour con i Festival Strings Lucerne. A maggio 2010 riscuote grande successo con Riccardo Chailly al Gewandhaus di Lipsia, completando l'integrale dei concerti bachiani.
In Italia Bahrami ha suonato in importanti sedi concertistiche, come il Teatro La Fenice di Venezia, l'Accademia di Santa Cecilia a Roma (nella rassegna “Solo Piano”), l'Auditorium Rai di Torino, il Teatro alla Scala di Milano, dove ha tenuto un recital nel dicembre 2012, e il Teatro Vittorio Emanuele II di Messina nel quale, il 25 ottobre 2014, ha inaugurato la stagione concertistica della locale Accademia Filarmonica.

## Discografia
I dischi di Ramin Bahrami sono stampati da Decca Universal Italia (a distribuzione nazionale e mondiale).
L'album Bach for babies è arrivato al 51º posto della classifica FIMI.
- Ramin Bahrami plays Bach, 1998 (AUR 400-2)
- Ramin Bahrami live in Catania, 1998 (AUR 401-2)
- Ramin Bahrami plays Bach, Partitas Nos. 1,3,6 (AUR 405-2)
- Johann Sebastian Bach, Variazioni Goldberg BWV 988, 2004 (Decca 476 282-0)
- Johann Sebastian Bach, Partite BWV 825-830, 2005 (Decca 476 3095)
- Johann Sebastian Bach, L'arte della fuga BWV 1080, 2006 (Decca 476 5857)
- Johann Sebastian Bach, Concerto italiano BWV 971, 823, 989, 992, 802-805, 2008 (Decca 476 3357)
- Johann Sebastian Bach, Sonate e movimenti di sonata per tastiera BWV 963-968, 2009 (Decca 476 3357)
- Johann Sebastian Bach, Suites francesi, BWV 812-817, 2010 (Decca 476 3833)
- Johann Sebastian Bach, Concerti per clavicembalo BWV 1052-1056 - Riccardo Chailly/Orchestra del Gewandhaus 2009/2010 (Decca 476 4283). L'album è rimasto per sette settimane nella classifica GFK/FIMI dei 100 dischi pop più venduti raggiungendo la diciassettesima posizione
- Johann Sebastian Bach, Suites inglesi BWV 806-811, 2012 (Decca 476 4843). L'album è entrato nella classifica GFK/fimi dei 100 dischi pop più venduti
- Johann Sebastian Bach, Amare Bach, 2012 (Decca 481 0058)
- Johann Sebastian Bach, Invenzioni a 2 e 3 voci/Sarabanda BWV 996/Preludio BWV 998, 2013 (Decca 481 0647). L'album raggiunge la cinquantanovesima posizione nella classifica GFK/FIMI dei 100 dischi pop più venduti.
- Johann Sebastian Bach, Bach for babies, 2014 Decca
- Johann Sebastian Bach, Son. fl. BWV 1030-1032, 1033, 1020/Offerta musicale - Mercelli/Bahrami, 2013 Decca
- Bach, Offerta musicale BWV 1079 - Bahrami/Solisti S. Cecilia, 2015 Decca
- Bach, Clav. ben temperato II - Bahrami, 2016 Decca studio
- Bach, 40 anni con Bach - Bahrami, 2002/2017 Decca studio
- Bach, Bach is in the air - Bahrami/Rea, 2017 Decca studio
- Malinconia - Bahrami, 2020 Decca
- Johann Sebastian Bach integrale delle Sonate per violino e tastiera BWV 1015-1019 - Guido Rimonda/Ramin Bahrami 2 CD 2022 Decca Records Universal Music Group

## Pubblicazioni
- Ramin Bahrami, Come Bach mi ha salvato la vita, Mondadori, 2012, ISBN 978-88-04-62310-6
- Ramin Bahrami, Il suono dell'Occidente, Milano, Mondadori, 2014, ISBN 978-88-04-63862-9.
- Ramin Bahrami, Nonno Bach. La musica spiegata ai bambini, Bompiani, 2015, ISBN 9788845279898.
- Ramin Bahrami, Wolfgang Amadeus Mozart. Il genio sempre giovane, La nave di Teseo, 2019, ISBN 9788893950015.
- Ramin Bahrami, Ludwig van Beethoven. Il ribelle, La nave di Teseo, 2019, ISBN 9788893950053.